# Engelsød
Engelsød (Polypodium) er en planteslægt, der er udbredt over hele kloden, og selv om den mangler på Antarktis, så findes den dog på øen Kerguelen i det sydlige indiske Ocean. Her nævnes kun de arter, som ses jævnligt i Danmark.
| Arter |

- Almindelig engelsød (Polypodium vulgare) – vildtvoksende i Danmark
- Storbladet engelsød (Polypodium interjectum) – vildtvoksende i Danmark
- Amerikansk engelsød (Polypodium virginianum)